# Jaime Alguersuari

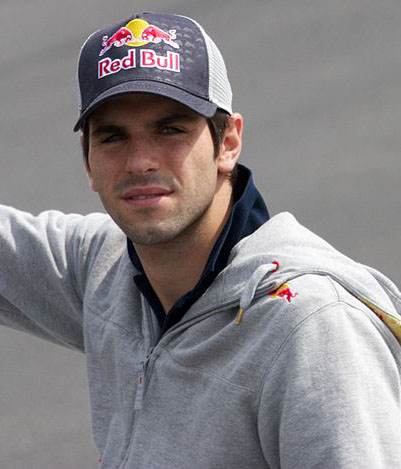
Alguersuari la Marele Premiu al Canadei (2010)

Jaime Víctor Alguersuari Escudero (n. 23 martie 1990, Barcelona, Spania) este un pilot de curse spaniol.
În cariera lui a pilotat în competiții precum British Formula Three sau Formula Renault 3.5 Series.

## Cariera în Formula 1
| Sezon | Echipă              | Număr puncte | Loc clasament general |
| ----- | ------------------- | ------------ | --------------------- |
| 2009  | Scuderia Toro Rosso | 0            | -                     |
| 2010  | Scuderia Toro Rosso | 5            | 19                    |
| 2011  | Scuderia Toro Rosso | 26           | 14                    |